# Любомир Шиндаров
Любомир Михайлов Шиндаров е български вирусолог и член-кореспондент на БАН, дългогодишен ръководител на ИСУЛ и на Института по заразни и паразитни болести. 

## Биография
Роден е на 4 ноември 1920 г. във Враца. От 1937 г. е член на РМС, а от 1939 г. и на БОНСС. През септември 1944 г. става член на БКП. Помага на партизаните. Назначен е за помощник-командир на III дивизионно санитарно управление. От 1958 до 1972 е директор на Института за специализация и усъвършенстване на лекарите (ИСУЛ) на тогавашната Медицинска академия. От 1972 до 1981 е директор на Института по заразни и паразитни болести. От 1984 е член-кореспондент на БАН.

## Аварията в Чернобил
На 7 май 1986 като заместник-министър на здравеопазването казва в изявление по телевизията, че няма опасна радиационна обстановка вследствие на Чернобилската авария.
През 1994 е осъден условно за скриването на истината и омаловажаването на последиците от Чернобилската авария през 1986 